# Prowincja Antsiranana
Antsiranana – prowincja leżąca w północnym Madagaskarze, nad Oceanem Indyjskim. Graniczy od południa z prowincjami Toamasina i Mahajanga. Stolicą prowincji jest Antsiranana. Według danych z 2001 roku prowincja liczy 1 188 425 mieszkańców, co czyni ją najmniej zaludnioną prowincją w kraju. Powierzchnia prowincji wynosi 43 406 km², i jest najmniejszą prowincją pod względem wielkości w kraju.

## Podział administracyjny
Prowincja Antsiranana jest podzielona na 2 regiony i 9 dystryktów.
| - Region Diana - Dystrykt Ambanja (Ambanja) - Dystrykt Ambilobe (Ambilobe) - Dystrykt wiejski Antsiranana (Antsiranana) - Antsiranana - Dystrykt Nosy-Be (Nosy-Be) - Region Sava - Dystrykt Andapa (Andapa) - Dystrykt Antalaha (Antalaha) - Dystrykt Sambava (Sambava) - Dystrykt Vohemar (Vohemar) |

## Miasta prowincji
- Antsiranana
- Antalaha
- Sambava
- Ambanja